# Szalapa
Szalapa község Zala vármegyében, a Zalaszentgróti járásban. Önkormányzata Óhídon működik.

## Fekvése
A Keszthelyi-fennsík északi nyúlványánál, a Marcali-háton fekszik. A legközelebbi város Zalaszentgrót, 8 kilométerre. A település és Türje határvonalán keresztezi egymást a Keszthely–Óhíd–Jánosháza közt húzódó 7331-es út és a Sümegtől Mihályfán át húzódó, majd innen Türjén és Zalabéren át egészen Zalaegerszegig tartó 7328-as út. Északi határszélét egy rövid szakaszon érinti még az Ukktól Türjéig vezető 7337-es út is. A község mind Zalaszentgrót, mind Sümeg felől autóbuszon jól elérhető.

## Története
Első ismert írásos említése 1265-ből való, ám ezt követően egészen 1430-ig nem szólnak róla a források. A településen ekkor csak nemesek éltek, birtokosai a Tekenyei, az Őri, a Fodor, a Csillag, a Forintos és a Szegedi családok voltak. A török hódoltság idején a többször lakatlanná vált. Az 1770-es években a korábbi birtokosok elsősorban német zsellér telepesekkel pótolták a lakosságot. Ezt követően az aprófalu lakossága folyamatosan nőtt, egészen az 1960-as évekig. A község főprofilja a mezőgazdaságon belül az állat-, elsősorban a szarvasmarha-tenyésztés volt.
A második világháborút követően Szalapa nagy változásokon ment át. A korábbi egyutcás településből kétutcássá fejlődött, a lakosság a mezőgazdaságról egyre inkább áttért a zalaszentgróti munkahelyekre való ingázásra. Ám eközben a település térségi szerepe is nőtt, mivel 1945-ben megnyílt általános iskolája a környékbeli települések tanulóit is fogadja.

## Közélete

### Polgármesterei
- 1990–1994: Somogyi József (független)[3]
- 1994–1998: Somogyi József (független)[4]
- 1998–2002: Somogyi József (független)[5]
- 2002–2006: Sámel József (független)[6]
- 2006–2010: Sámel József (független)[7]
- 2010–2014: Kiss Csaba (független)[8]
- 2014–2019: Kiss Csaba (független)[9]
- 2019–2024: Czémán Imre (független)[10]
- 2024– : Czémán Imre (független)[1]

## Népesség
A település népességének változása:
| Lakosok száma | 208  | 203  | 197  | 176  | 167  | 165  | 167  |
|               | 2013 | 2014 | 2015 | 2021 | 2022 | 2023 | 2024 |

A 2011-es népszámlálás idején a nemzetiségi megoszlás a következő volt: magyar 96,99%. A lakosok 66,5%-a római katolikusnak, 3% felekezeten kívülinek vallotta magát (28,5% nem nyilatkozott).
2022-ben a lakosság 91%-a vallotta magát magyarnak, 7,8% cigánynak, 0,6% románnak, 0,6% németnek, 3,6% egyéb, nem hazai nemzetiségűnek (8,4% nem nyilatkozott; a kettős identitások miatt a végösszeg nagyobb lehet 100%-nál). Vallásuk szerint 60,5% volt római katolikus, 1,8% református, 0,6% evangélikus, 0,6% egyéb keresztény, 1,2% egyéb katolikus, 7,2% felekezeten kívüli (28,1% nem válaszolt).